# Red Barrels
Red Barrels Inc. ist ein kanadischer Spieleentwickler mit Sitz in Montreal. Das Unternehmen wurde 2011 von Philippe Morin, David Chateauneuf und Hugo Dallaire gegründet. Dieselben waren vorher Entwickler bei Ubisoft Montreal und EA Montreal. Sie gründeten das Unternehmen im Hinblick auf die Umsetzung eines Spielkonzepts Dallaires aus dem Jahr 2010. Nachdem die drei ihre bisherigen Arbeitsplätze verlassen hatten, begann die Online-Präsenz des Teams im Oktober 2012 mit einem ersten Trailer für das in Entwicklung befindliche Spiel Outlast.

## Geschichte
Philippe Morin, David Chateauneuf und Hugo Dallaire waren ursprünglich seit 1997 bzw. 1998 Videospielentwickler bei Ubisoft Montreal, wobei Chateauneuf an Tom Clancy’s Splinter Cell und Morin und Dallaire an Prince of Persia: The Sands of Time mitwirkten. Morin verließ Ubisoft Montreal im Jahr 2009 und wechselte 2010 zu EA Montreal. Dort arbeitete er an dem Videospielkonzept Dallaires, welches allerdings noch im selben Jahr eingestellt wurde. Wegen fehlender Alternativen verließ Morin im Januar 2011 das Unternehmen wieder, um stattdessen die Idee eines eigenständigen Studios Red Barrels umzusetzen. Chateauneuf blieb bei Ubisoft Montreal und war am Leveldesign für Assassin’s-Creed beteiligt.
Schließlich gaben aber auch Chateauneuf und Dallaire ihre Arbeit bei Ubisoft auf und fanden sich mit Morin zusammen, um ein eigenes Unternehmen zu gründen. Nach technischen Problemen bei einer früheren Einreichung erhielten sie im Steuerjahr 2012–2013 eine Finanzierung von 300.000 CAD durch den Canada Media Fund und im Steuerjahr 2013–2014 eine Million CAD.
Im Oktober 2012 kündigte das Unternehmen das Spiel Outlast an, das schließlich im September 2013 veröffentlicht wurde. Im Oktober des Folgejahres gab Morin bekannt, dass sich eine Fortsetzung – Outlast 2 – in Entwicklung befände. Diese wurde im April 2017 veröffentlicht. Im Juli desselben Jahres veröffentlichte das Unternehmen die erste Ausgabe der Comic-Miniserie The Murkoff Account. Diese war auf fünf Comics angelegt und beschreibt die erzählerische Lücke zwischen Outlast und Outlast 2. Am 4. Dezember 2019 kündigte das Unternehmen das Mehrspieler-Spiel The Outlast Trials an und veröffentlichte ein Teaser-Bild. Am 13. Juni 2020 erschien ein Teaser-Trailer, der eine Veröffentlichung für das Jahr 2021 ankündigte.

## Veröffentlichungen
| Jahr | Titel              | Genre(s)        | Plattform(en)                                                             |
| ---- | ------------------ | --------------- | ------------------------------------------------------------------------- |
| 2013 | Outlast            | Survival Horror | Microsoft Windows, PlayStation 4, Xbox One, macOS, Linux, Nintendo Switch |
| 2017 | Outlast 2          | Survival Horror | Microsoft Windows, PlayStation 4, Xbox One, Nintendo Switch               |
| 2023 | The Outlast Trials | Survival Horror | Microsoft Windows                                                         |